# Список похороненных в базилике Сен-Дени
Список похороненных в базили́ке Сен-Дени́ — перечень персоналий, погребённых в ближайшем северном пригороде Парижа, в базилике Сен-Дени, — королевской усыпальнице (некрополе) французских монархов, начиная с Дагоберта I (VII век).

## Меровинги
- Арнегунда, ум. ок. 565; вторая жена Хлотаря I (захоронение разрушено во время Великой французской революции);
- Дагоберт I, ум. 639;
- Нантильда, ум. 642; вторая жена короля франков Дагоберта I;
- Хлодвиг II, ум. 657.

## Каролинги
- Карл Мартелл, ум. 741;
- Пипин Короткий, ум. 768;
- Бертрада Лаонская по прозвищу Берта Большая нога; ум. 783;
- Карл II Лысый, ум.877 (захоронение разрушено во время Великой французской революции)
- Людовик III, ум. 882;
- Карломан II, ум. 884.

## Робертины
- Эд Парижский, ум. 898 (захоронение разрушено во время Французской революции)
- Гуго Великий, ум. 956

## Капетинги
- Гуго Капет, ум. 996; основатель династии;
- Роберт II, ум. 1031;
- Людовик VI, ум. 1137;
- Людовик VII, ум. 1180 (останки перенесены из аббатства Барбо в 1817);
- Констанция Кастильская, ум. 1160; жена Людовика VII;
- Филипп Французский (Philippe de France, 1209—1218); брат Людовика IX Святого;
- Филипп II Август, ум. 1223 (захоронение разрушено во время Столетней войны);
- Людовик VIII, ум. 1226 (захоронение разрушено во время Столетней войны);
- Бланка Французская (Blanche de France; 1240—1243), дочь Людовика IX Святого (останки перенесены из аббатства Ройомона в 1820);
- Бланка Кастильская, ум. 1252; жена Людовика VIII (захоронение разрушено во время Столетней войны);
- Людовик Французский (1244—1260), старший сын Людовика IX Святого;
- Людовик IX Святой, ум. 1270 (захоронение разрушено во время Столетней войны);
- Изабелла Арагонская, ум. 1271; жена Филиппа III Смелого;
- Луи Алансонский (Louis d’Alençon; 1276—1277); сын Пьера I, графа Алансона;
- Филипп Алансонский (Philippe d’Alençon, 1278—1279); сын Пьера I, графа Алансона;
- Карл I Анжуйский, ум. 1285; брат Людовика IX Святого;
- Филипп III Смелый, ум. 1285;
- Маргарита Прованская, ум. 1295; жена Людовика IX Святого (захоронение разрушено во время Столетней войны);
- Филипп IV (король Франции), ум. 1314;
- Людовик X Сварливый, ум. 1316;
- Иоанн I Посмертный род. и ум. 1316;
- Людовик д’Эврё, ум. 1319; брат Филиппа IV;
- Маргарита д’Артуа, ум. 1311; жена Людовика д’Эврё;
- Филипп V Длинный, ум. 1322;
- Клеменция Венгерская, ум. 1328; жена Людовика X Сварливого;
- Карл IV Красивый, ум. 1328;
- Иоанна II, ум. 1349; дочь Людовика X Сварливого;
- Жанна д’Эврё, ум. 1371; жена Карла IV Красивого.
- Маргарита I, ум. 1382; дочь Филиппа V Длинного;

## Валуа
- Екатерина де Куртене, ум. 1307; жена Карла Валуа;
- Карл Валуа, ум. 1325;
- Карл II Алансонский, ум. 1346; брат Филиппа VI де Валуа;
- Жанна Бургундская Хромоножка, ум. 1348; первая жена Филиппа VI де Валуа (захоронение разрушено во время Французской революции);
- Филипп VI де Валуа, ум. 1350;
- Иоанн (Жан) II Добрый, ум. 1364;
- Жанна де Валуа (Jeanne de France), ум. 1371;
- Жанна де Бурбон, ум. 1378; жена Карла V Мудрого;
- Мария де Ла Серда (Marie d’Espagne), ум. 1379; вторая жена Карла II Алансонского;
- Карл V Мудрый, ум. 1380;
- Бланка Наваррская, ум. 1398; вторая жена Филиппа VI де Валуа;
- Карл VI Безумный, ум. 1422;
- Изабелла Баварская, ум. 1435; жена Карла VI Безумного;
- Карл VII Победитель, ум. 1461 (захоронение разрушено во время Французской революции);
- Мария Анжуйская, ум. 1463; жена Карла VII Победителя (захоронение разрушено во время Французской революции);
- Карл VIII Любезный, ум. 1498 (захоронение разрушено во время Французской революции);
- Анна Бретонская, ум. 1514; жена Карла VIII и вторая жена Людовика XII;
- Людовик XII, ум. 1515;
- Клод Французская, ум. 1524; первая жена Франциска I;
- Луиза Савойская, ум. 1531; мать Франциска I;
- Франциск I, ум. 1547;
- Генрих II, ум. 1559;
- Франциск II, ум. 1560; (захоронение разрушено во время Французской революции);
- Карл IX, ум. 1574 (захоронение разрушено во время Французской революции);
- Екатерина Медичи, ум. 1589; жена Генриха II;
- Генрих III Валуа, ум. 1589 (захоронение разрушено во время Французской революции);
- Луиза Лотарингская, ум. 1601; жена Генриха III (захоронение разрушено во время Французской революции).

## Бурбоны
- Мария де Бурбон, ум. 1401; приоресса в Пуасси с 1364, аббатиса в Пуасси с 1380, дочь Пьера I де Бурбона;
- Генрих IV, ум. 1610 (захоронение разрушено во время Французской революции);
- Маргарита де Валуа (королева Марго), ум. 1615; первая жена Генриха IV (захоронение разрушено во время Французской революции);
- Мария Медичи, ум. 1642, вторая жена Генриха IV (захоронение разрушено во время Французской революции);
- Людовик XIII, ум. 1643 (захоронение разрушено во время Французской революции);
- Гастон Орлеанский, ум. 1660; сын Генриха IV;
- Анна Австрийская, ум. 1666; жена Людовика XIII (захоронение разрушено во время Французской революции);
- Генриетта Мария Французская, ум. 1669; дочь Генриха IV и жена Карла I Стюарта;
- Мария Терезия Испанская, ум. 1683; жена Людовика XIV (захоронение разрушено во время Французской революции);
- Людовик XIV, ум. 1715 (захоронение разрушено во время Французской революции);
- Филипп II Орлеанский, ум. 1723; племянник Людовика XIV;
- Мария Тереза Рафаэла Испанская, ум. 1746; невестка Людовика XV;
- Мария Лещинская, ум. 1768; жена Людовика XV (захоронение разрушено во время Французской революции);
- Людовик XV, ум. 1774 (захоронение разрушено во время Французской революции);
- Мария Луиза Французская, ум. 1787; дочь Людовика XV;
- София Елена Беатриса Французская, ум. 1787; младшая дочь Людовика XVI и Марии-Антуанетты;
- Людовик Жозеф, ум. 1789; старший сын Людовика XVI и Марии-Антуанетты;
- Людовик XVI, казнён в 1793; останки перенесены в Сен-Дени в 1815;
- Мария-Антуанетта, жена Людовик XVI, казнена в 1793; останки перенесены в базилику в 1815;
- Людовик XVII, ум. 1795;
- Шарль-Фердинанд, герцог Беррийский, ум. 1820; сын графа Карла д’Артуа, впоследствии короля Карла X;
- Людовик XVIII, ум. 1824.

## Королевские придворные
- Альфонс де Бриенн — приближённый Людовика IX, которого он сопровождал в крестовых походах в Египет и Тунис; ум. 1270.
- Бертра́н дю Гекле́н — коннетабль Франции при Карле V, выдающийся военачальник Столетней войны; ум. 1380.
- Бюро де Ла Ривьер (Bureau de La Rivière) — камергер Карла V и Карла VI; ум. 1400.
- Луи де Сансер (Louis de Sancerre) — коннетабль при Карле VI; ум. 1402.
- Жан Пасторе (Jehan Pastoret) — президент парижского парламента; ум. 1405.
- Барбазан, Арно Гийом де — советник и первый камергер дофина Карла, будущего короля Карла VII; ум. 1431.
- Гийом III Шательский (Guillaume III du Chastel) — камергер Карла VII; ум. 1441.
- Марен де Моншеню (Marin de Montchenu) — королевский метрдотель при Франциске I; ум. 1543.
- Гаспар IV Колиньи (Gaspard IV de Coligny) — маршал Франции; ум. 1649.
- Виконт де Тюренн — маршал Франции (1643) и главный маршал Франции (1660); ум. 1675.

## Перенесённые надгробия
- Хильдеберт I (ум. 558) и его жена Фредегонда (ум. 597) — из парижского аббатства Сен-Жермен-де-Пре, первого некрополя французских королей.
- Хлодвиг I (ум. 511) — из парижского аббатства Святой Женевьевы (ныне лицей Генриха IV).
- Левон VI (последний король Киликийской Армении из армянской ветви французского дворянского рода де Лузиньян; ум. 1393) — из монастыря целестинцев (парижский район Сен-Поль IV округа).